# Былкин, Василий Иванович
Василий Иванович Былкин (1909, поселок Городище Коломенского уезда Московской области — дата смерти неизвестна) — сотрудник органов НКВД, организатор массовых репрессий на территории Пермской области в годы большого террора.

## Биография
Василий Иванович Былкин, заместитель начальника Пермского ГО НКВД. Родился в п. Городище Коломенского уезда Московской области в 1909 г. Образования не получил.
В 1939 году арестован и обвинен в массовых фабрикациях данных следствия и необоснованных арестах граждан, приговорен Военным трибуналом войск НКВД по ст. 193/17 151 к восьми годам лишения свободы.
Участник Великой Отечественной войны. Пропал без вести в октябре 1942 года. В 1985 году награждён Орденом Отечественной войны 2 степени.